# ルーイ県

ルーイ県
จังหวัดเลย

- この項目は英語版を元に作成されています。

ルーイ県（ルーイけん、タイ語: จังหวัดเลย）は、タイ王国・東北部にある県（チャンワット）の一つ。ノーンカーイ県、ウドーンターニー県、ノーンブワラムプー県、コーンケン県、ペッチャブーン県、ピッサヌローク県と接し、ラオスとの国境を有する。

## 地理
県は低い山に囲まれており、県庁所在地は肥沃な土地にある。県を流れる川はほとんどがメコン川に流れている。このメコン川はラオスと県の境界線ともなっている。

### 気候
4月には40℃以上の猛暑となる一方で、12月には0度を下回ることが毎年あるという他の県には見られない特徴がある。雨季はおおよそ4〜10月で、8月前後にはげしく降ることがある。
| ルーイ (1981–2010)の気候                                                             | ルーイ (1981–2010)の気候 | ルーイ (1981–2010)の気候 | ルーイ (1981–2010)の気候 | ルーイ (1981–2010)の気候 | ルーイ (1981–2010)の気候 | ルーイ (1981–2010)の気候 | ルーイ (1981–2010)の気候 | ルーイ (1981–2010)の気候 | ルーイ (1981–2010)の気候 | ルーイ (1981–2010)の気候 | ルーイ (1981–2010)の気候 | ルーイ (1981–2010)の気候 | ルーイ (1981–2010)の気候 |
| 月                                                                                   | 1月                      | 2月                      | 3月                      | 4月                      | 5月                      | 6月                      | 7月                      | 8月                      | 9月                      | 10月                     | 11月                     | 12月                     | 年                       |
| ------------------------------------------------------------------------------------ | ------------------------ | ------------------------ | ------------------------ | ------------------------ | ------------------------ | ------------------------ | ------------------------ | ------------------------ | ------------------------ | ------------------------ | ------------------------ | ------------------------ | ------------------------ |
| 平均最高気温 °C （°F）                                                               | 30.1 (86.2)              | 32.9 (91.2)              | 35.1 (95.2)              | 35.9 (96.6)              | 33.8 (92.8)              | 33.0 (91.4)              | 32.3 (90.1)              | 32.0 (89.6)              | 31.6 (88.9)              | 31.0 (87.8)              | 30.2 (86.4)              | 28.9 (84)                | 32.23 (90.02)            |
| 平均最低気温 °C （°F）                                                               | 14.9 (58.8)              | 17.0 (62.6)              | 20.0 (68)                | 22.7 (72.9)              | 23.7 (74.7)              | 24.3 (75.7)              | 24.0 (75.2)              | 23.8 (74.8)              | 23.1 (73.6)              | 21.8 (71.2)              | 18.5 (65.3)              | 14.9 (58.8)              | 20.73 (69.3)             |
| 雨量 mm （inch）                                                                     | 4.4 (0.173)              | 11.9 (0.469)             | 32.7 (1.287)             | 99.6 (3.921)             | 177.3 (6.98)             | 133.8 (5.268)            | 200.7 (7.902)            | 273.2 (10.756)           | 203.5 (8.012)            | 70.3 (2.768)             | 18.1 (0.713)             | 8.6 (0.339)              | 1,234.1 (48.588)         |
| 平均降雨日数 （≥1 mm）                                                               | 2                        | 3                        | 5                        | 11                       | 18                       | 17                       | 18                       | 19                       | 20                       | 12                       | 3                        | 1                        | 129                      |
| % 湿度                                                                               | 68                       | 63                       | 61                       | 67                       | 77                       | 77                       | 78                       | 80                       | 83                       | 81                       | 75                       | 71                       | 73.4                     |
| 平均月間日照時間                                                                     | 257.3                    | 240.8                    | 232.5                    | 237.0                    | 210.8                    | 168.0                    | 158.1                    | 145.7                    | 156.0                    | 201.5                    | 216.0                    | 244.9                    | 2,468.6                  |
| 出典：Thai Meteorological Department (Normal 1981-2010), (Avg. rainy days 1961-1990) |                          |                          |                          |                          |                          |                          |                          |                          |                          |                          |                          |                          |                          |

## 歴史
1853年にモンクット王（ラーマ4世）によって国境民族調査が行われ、現在の県地域を開拓するため県庁所在地ムアンルーイを設置したことに歴史が始まる。1907年に県として正式に成立した。

## 民族
現在のルーイ県の住民はタイ・ルーイ族と呼ばれ、もともとはアユタヤ王朝の時期にラオスのルアンパバーンとヴィエンチャンから移住してきた人々の末裔と言われる。タイ・カダイ語族のサブ・グループの中でも少数派に属し、2000年時点での人口は約25,000人ほどである。ラオスとの文化的な交流があり、床柱を煉瓦で組むなど、タイ・ルーイ式住居と呼ばれるタイの中では珍しい形態の住宅形式を持つ。

## 県章

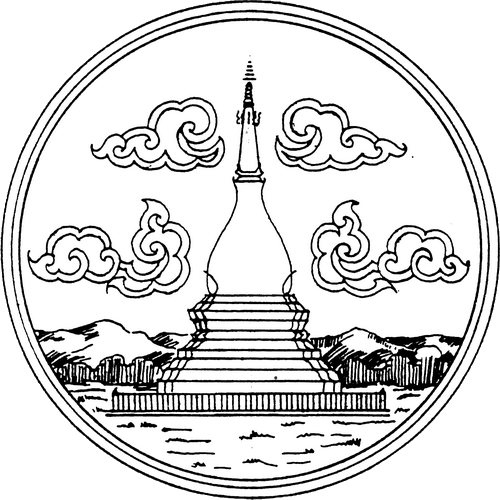
県章

|  | 県章は、アユタヤのチャクラパット王と、ラーンナータイ及びラーンサーンの王であるセーターティラートが1560年、国境線を確定するためにたてたとされるプラ・タートシーソーンラック（仏塔状の建築物）が描かれている。 県木は Pinus khaesia である。 |

## 行政区分
県は14の郡（アムプー）に分かれ、さらにその下位に89の町（タムボン）と、840の村（ムーバーン）がある。
| 1. ムアンルーイ郡 2. ナードゥワン郡 3. チエンカーン郡 4. パークチョム郡 5. ダーンサーイ郡 6. ナーヘーオ郡 7. プールア郡 | 1. ターリー郡 2. ワンサプン郡 3. プークラドゥン郡 4. プールワン郡 5. パーカーオ郡 6. エーラーワン郡 7. ノーンヒン郡 | ルーイ県の郡 |